# Saint-Firmin-sur-Loire
Saint-Firmin-sur-Loire – miejscowość i gmina we Francji, w Regionie Centralnym, w departamencie Loiret.
Według danych na rok 1990 gminę zamieszkiwało 509 osób, a gęstość zaludnienia wynosiła 21 osób/km² (wśród 1842 gmin Regionu Centralnego Saint-Firmin-sur-Loire plasuje się na 677. miejscu pod względem liczby ludności, natomiast pod względem powierzchni na miejscu 517.).